# Anadendrum microstachyum
Anadendrum microstachyum là một loài thực vật có hoa trong họ Ráy (Araceae). Loài này được (de Vriese & Miq.) Backer & Alderw. mô tả khoa học đầu tiên năm 1920.